# Joseph Vargas
Joseph Michael "Joe" Vargas, född 4 oktober 1955 i Los Angeles, är en amerikansk vattenpolospelare. Han deltog i den olympiska vattenpoloturneringen i Los Angeles där USA tog silver. Vargas gjorde fem mål i turneringen, varav tre i matchen mot Grekland.
Vargas studerade vid University of California, Los Angeles. Han var tilltänkt för det amerikanska landslaget redan vid olympiska sommarspelen 1980 men USA beslutade att bojkotta OS den gången.
Vargas gjorde två mål när USA vann vattenpoloturneringen vid panamerikanska spelen 1983 i Caracas.